# فلزیاب آنتنی فرکانسی
فلزیاب آنتنی فرکانسی یا فلزیاب جذبی می‌تواند فلزیاب آنتنی فرکانسی، فلزیاب تصویری فرکانسی و فلزیاب لیزری فرکانسی باشد؛ که مدار فلزیاب فرکانسی طبق اصول رادار طراحی می‌گردد و فلزیاب فرکانسی که طبق اصول رادار طراحی می‌گردد دارای تنظیمات تفکیک ادیت EDIT با عدد وی دی ای VDI طبق جدول تفکیک و تشخیص VDI SCALE و تنظیمات ابعاد هدف IND SIZE یا سطح و حجم ترشهولد THRESHOLD می‌باشد.

## خصوصیات فلزیاب آنتنی فرکانسی
فلزیاب آنتنی فرکانسی یا فلزیاب فرکانسی خصوصیات خاص عملکردی خود را دارا می‌باشد و این خصوصیات در فلزیاب فرکانسی یا فلزیاب آنتنی فرکانسی مشخص نمودن نوع هدف یا فلز مانند طلا، نقره، مس، روی، آهن، نیکل، کروم، برنز، پلاتین، قلع و آلومینیوم به صورت مجزا با عدد وی دی ای VDI در تفکیک طبق اصول جداسازی انرژی فرکانس طلا یا انواع فلزات می‌باشد و وجود تنظیمات سطح و حجم ترشهولد THRESHOLD این موقعیت در فلزیاب فرکانسی یا فلزیاب آنتنی فرکانسی را ایجاد می‌نماید که بتواند موقعیت مواد معدنی، منابع، سنگ‌ها، کانی‌ها و اثر آن بر روی طلا یا هدف مورد نظر را تشخیص داده تا در تنظیمات لحاظ نمود و از خطا جلوگیری گردد.

## فلزیاب آنتنی فانکشن ژنراتور
فلزیاب آنتنی که با شرایط مدار فانکشن ژنراتور ساخته می‌شود می‌تواند چند نوع فلز خاص مانند طلا، مس، برنز و آلومینیوم را تشخیص داده و مشخص نماید و فلزیاب آنتنی فانکشن ژنراتور در ارسال امواج توانائی داشته و در دریافت مدار خاص رادار برای تفکیک طبق اصول عملکرد با جدول وی دی ای اسکال VDI SCALE واکنش از انعکاس انرژی فرکانس را ندارد و تشخیص آلیاژ فلزات یا خطای عملکرد اپراتور دست یافتنی نمی‌باشد.